# Ost Autobahn
Autostrada A4 (niem. Autobahn A4) także Ostautobahn (autostrada wschodnia) – autostrada w Austrii w ciągu trasy europejskiej E60. Początkowy fragment autostrady znany jest także pod nazwą Autostrada Wiedeń-Lotnisko (niem. Wiener Flughafenautobahn).
Planowane jest poszerzenie autostrady do trzech pasów ruchu w każdą stronę na odcinku 13 km od węzła z A23 do lotniska. Obecnie trwają prace przy poszerzeniu A4 na 5 km odcinku pomiędzy węzłem Schwechat a węzłem Flughafen Wien - Schwechat. Dodatkowo autostrada A22 ma zostać przedłużona na wschód i kończyć się na nowym węźle Albern z A4. Węzeł ten będzie miał niepełne relacje i będzie umożliwiał jedynie wjazd na A4 w kierunku granicy z Węgrami oraz zjazd z A4 dla jadących od granicy Węgier. Na węzle Bruckneudorf A4 łączy się z autostradą A6, biegnącą w kierunku Bratysławy.